# 珍宝島

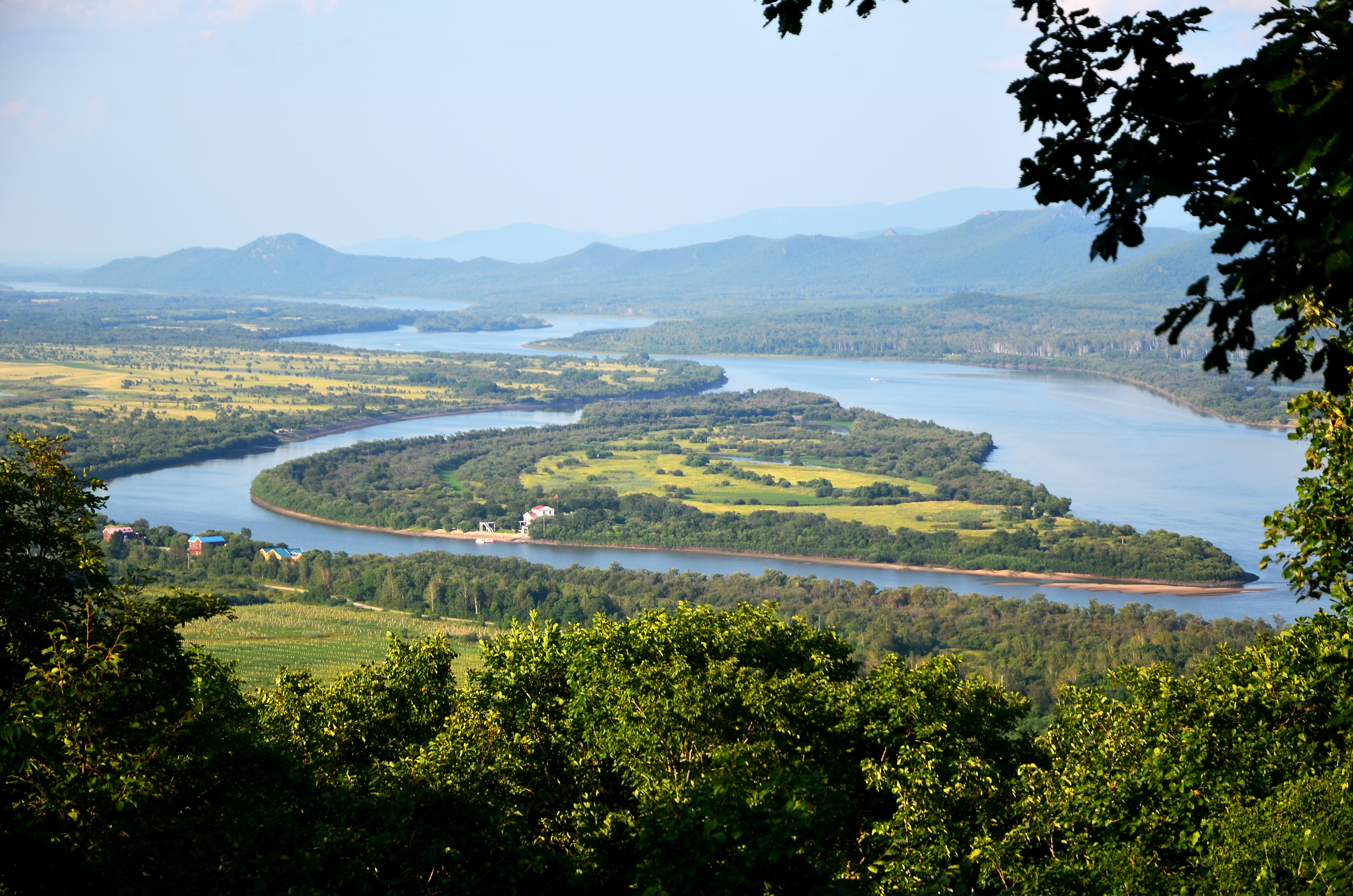
珍宝島

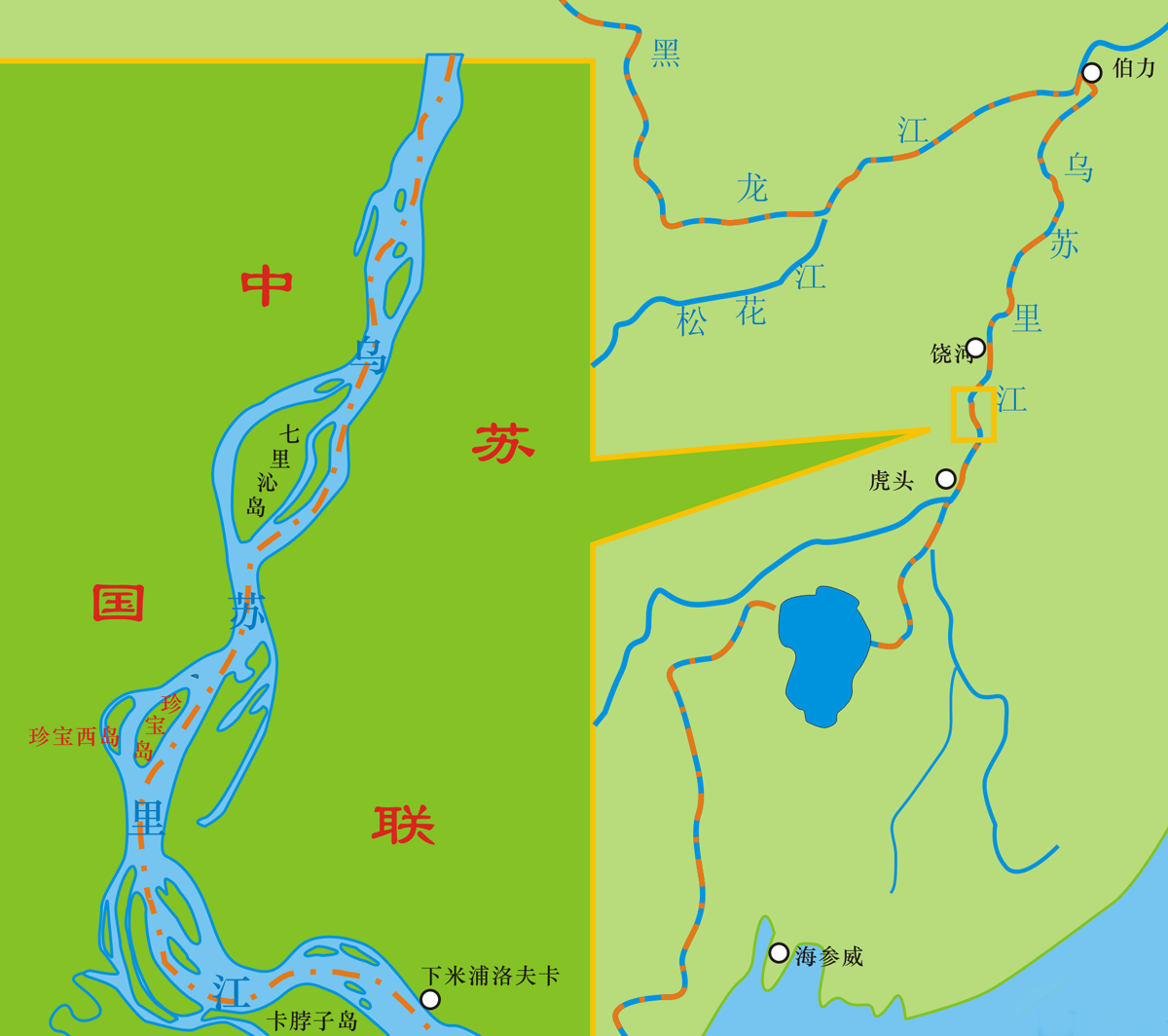
珍宝島（ダマンスキー島）の位置。ハバロフスク（地図中の「伯力」）とウラジオストク（地図中の「海参崴」）の中間に位置する

珍宝島（ちんぽうとう、中国語: 珍宝岛、拼音: zhēnbǎo dǎo）またはダマンスキー島（ロシア語: о́стров Дама́нский, ostrov Damanskiy、）は、中華人民共和国とロシア連邦国境のウスリー川中流域にある0.74平方キロメートルの面積を有する小島である。

## 概要
川を上下する航路より中華人民共和国側に位置し、長さは約1,700メートル、幅は約500メートル。中華人民共和国側からの川幅は200メートル、ロシア側からの川幅は300メートルである。
珍宝島およびウスリー川西側の氾濫原にある淡水湿地、草原、低木林、森林を含む一帯は2011年にラムサール条約登録地となった。

### 帰属問題
1860年の北京条約でウスリー川が両国の境界（国境）となったが、中州の帰属については両国で見解が分かれていた。両国はそれぞれ領有権を主張し、対立が長年にわたって続いていたが、1991年5月16日に結ばれた中ソ国境協定で中華人民共和国領とすることで合意され、この領土問題は解決した。現在は黒龍江省虎林市に属している。

### 軍事衝突
1960年代の中ソ対立の下、1969年3月には中華人民共和国の人民解放軍とソ連軍の両軍が同島で武力衝突する「珍宝島事件」（ソ連側の呼称は「ダマンスキー島事件」）が発生し、中ソ国境紛争に発展した。
1969年9月、北ベトナムのホー・チ・ミン主席の葬儀の後にソ連側代表が北京に立ち寄り、双方の協議が行われた結果、戦闘は終結したが、武力衝突の期間中、この国境地帯に100万人を超える双方の兵士が動員されていた。中華人民共和国では、紛争翌年の1970年11月1日に「珍宝島一周年」記念の切手が発行された。

## 映画
ロシアのドキュメンタリー映画『Остров Даманский. 1969 год 』は紛争の当事者および両陣営の主導者へのインタビューを元に製作された。